# 石井徳久次
石井 徳久次（いしい とくじ、1887年〈明治20年〉6月11日 - 1970年〈昭和45年〉10月24日）は、日本の実業家、農業協同運動指導者、政治家。衆議院議員。

## 経歴
福岡県鞍手郡金生村（のち鞍手郡若宮町、現:宮若市大字金生）で、醸造家「富久鶴」石井房次の長男として生まれる。1908年（明治41年）、大阪高等工業学校醸造科を卒業後に家業を継承。
シベリア出兵に陸軍輜重兵少尉として従軍。その後、若宮村会議員、福岡県会議員、同参事会員、郡教育会長、同育英会長などを務めた。また、農業協同運動にも尽力し、福岡県信用組合連合会長、帝国農会議員、福岡県農会長、福岡県購買販売組合連合会長などを歴任した。
また、1933年（昭和8年）11月から1935年（昭和10年）10月まで第25代福岡県会副議長を務めた。
1936年（昭和11年）2月、第19回衆議院議員総選挙に福岡県第二区から立憲政友会所属で出馬して当選。これに伴い、同月に県議を辞職した。第20回総選挙でも再選され、その後翼賛議員同盟に所属し、衆議院議員を二期務めた。1942年（昭和17年）の第21回衆議院議員総選挙では大政翼賛会の推薦を受けたが落選した。
戦後、公職追放となる。1951年（昭和26年）追放解除。
実業界では、鞍手軌道社長、鞍手銀行取締役、共福無尽取締役、石井産業取締役会長（家業）、西日本種苗社長、同会長などを務めた。